# Anacardiaceae
Anacardiaceae es una familia de plantas esencialmente arbóreas y arbustivas perteneciente al orden Sapindales. La constituyen 77 géneros con unas 700 especies aceptadas, de las casi 3000 descritas, propias de países tropicales, cálidos y templados.

## Descripción
Son árboles, arbustos, raramente subarbustos o trepadoras, frecuentemente con savia venenosa. Son plantas dioicas, monoicas, andromonoicas, polígamas o hermafroditas. Tienen hojas alternas, raramente opuestas o verticiladas, simples o pinnaticompuestas, pecioladas o sésiles, generalmente sin estípulas; cuando son compuestas, los folíolos son opuestos o a veces alternos, de márgenes enteros, serrados o crenados. Las inflorescencias son terminales y/o axilares, tirsoides, paniculadas, racemosas o espigadas, con brácteas y bractéolas caducas o persistentes, petaloides o foliosas, de flores actinomorfas, unisexuales o bisexuales, con hipanto a veces presente y perianto generalmente de 2 verticilos. El fruto es drupáceo o samaroide, carnoso o seco, a veces con un ala lateral o marginal, ocasionalmente con el cáliz subyacente agrandado (Astronium) o unido a un hipocarpo carnoso (Anacardium). Las semillas, en número de 1–12, poseen endosperma escaso o ausente, un embrión curvado o recto, los cotiledones generalmente libres, bilobados, iguales o plano-convexos.

## Taxonomía
Anacardiaceae fue descrita por Robert Brown y publicado en Narrative of an Expedition to Explore the River Zaire, p. 431, 1818.

## Géneros
- Abrahamia
- Actinocheita
- Amphipterygium
- Anacardium
- Androtium
- Antrocaryon
- Apterokarpos
- Astronium
- Baronia
- Bonetiella
- Bouea
- Buchanania
- Campnosperma
- Cardenasiodendron
- Choerospondias
- Comocladia
- Cotinus
- Cyrtocarpa
- Dracontomelon
- Drimycarpus
- Ebandoua
- Euleria
- Euroschinus
- Faguetia
- Fegimanra
- Gluta
- Haematostaphis
- Haplorhus
- Harpephyllum
- Heeria
- Holigarna
- Koordersiodendron
- Lannea
- Laurophyllus
- Lithrea
- Loxopterigium
- Loxostylis
- Mangifera
- Mauria
- Melanochyla
- Metopium
- Micronychia
- Montagueia
- Mosquitoxylum
- Nothopegia
- Ochoterenaea
- Operculicarya
- Ozoroa
- Pachycormus
- Parishia
- Pegia
- Pentaspadon
- Pistacia
- Pleiogynium
- Poupartia
- Protorhus
- Pseudoprotorhus
- Pseudosmodingium
- Pseudospondias
- Rhodosphaera
- Rhus
- Schinopsis
- Schinus
- Sclerocarya
- Searsia
- Semecarpus
- Smodingium
- Solenocarpus
- Sorindeia
- Spondias
- Swintonia
- Tapirira
- Thyrsodium
- Toxicodendron
- Trichoscypha

## Sinonimia
- Blepharocaryaceae, Comocladiaceae, Julianiaceae, Lentiscaceae, Pistaciaceae, Schinaceae, Spondiadaceae, Vernicaceae.
- Julianaceae.[3]